# ديمة الكاذى (قفل شمر)

تعديل مصدري - تعديل

ديمة الكاذى هي إحدى قرى عزلة المخلاف بمديرية قفل شمر التابعة لمحافظة حجة، بلغ تعداد سكانها 216 نسمة حسب تعداد اليمن لعام 2004.